# 恩桑巴國家公園
恩桑巴國家公園（英語：Nsumbu National Park）是非洲中部國家贊比亞的國家公園，位於坦噶尼喀湖西岸，佔地2,000平方公里，野生動物有鱷魚、河馬、狷羚、疣豬、斑馬、水牛、獅子、豹等。
8°45′S 30°23′E / 8.750°S 30.383°E